# Chlorophorus hircanus
Chlorophorus hircanus är en skalbaggsart som först beskrevs av Maurice Pic 1905.  Chlorophorus hircanus ingår i släktet Chlorophorus och familjen långhorningar.
Artens utbredningsområde är:
- Iran.
- Turkmenistan.

Inga underarter finns listade i Catalogue of Life.